# Asamblea Constituyente de la Ciudad de México
La Asamblea Constituyente de la Ciudad de México  fue el órgano en el que recayeron las funciones de poder constituyente según la reforma política de la Ciudad de México de 2016 publicada en el Diario Oficial de la Federación el 29 de enero de 2016. 
La instalación de la Asamblea fue el 15 de septiembre de 2016, estuvo integrada por cien diputados, electos según las disposiciones del propio decreto, y aprobaron la Constitución Política de la Ciudad de México el 31 de enero de 2017.

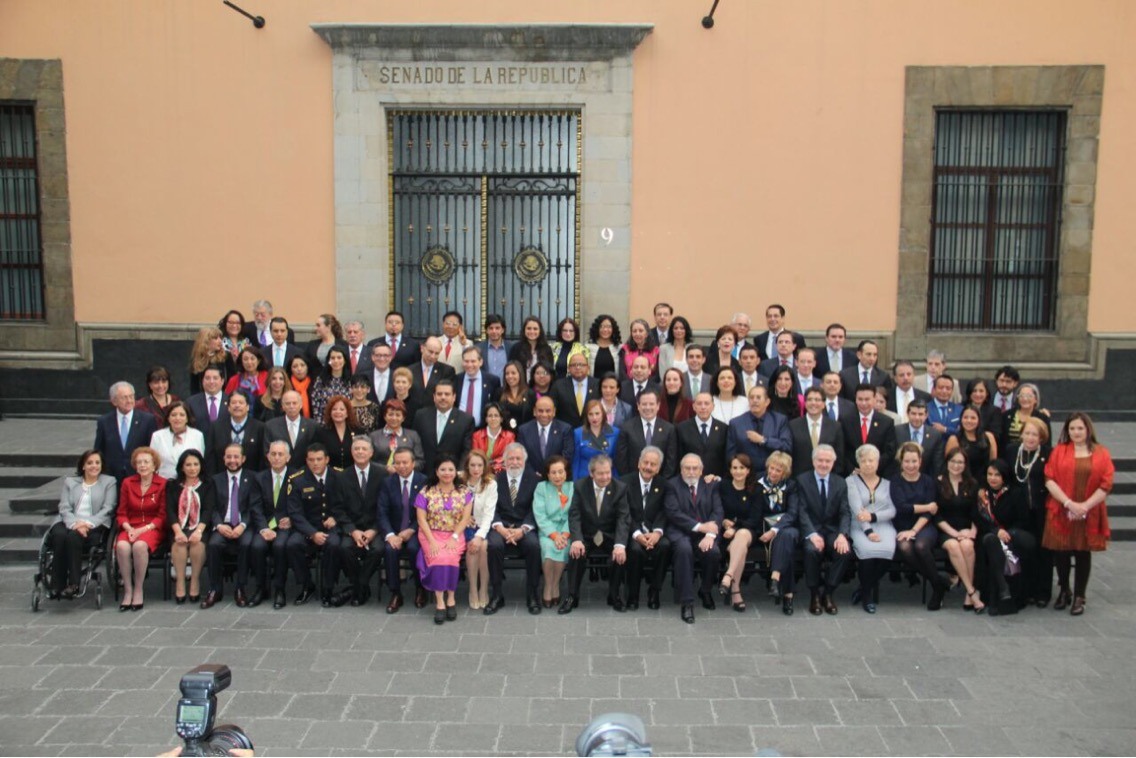
Foto de la Asamblea Constituyente.

## Integración de la Asamblea
La Asamblea Constituyente de la Ciudad de México estuvo integrada por cien diputados electos bajo los siguientes mecanismos:
1. 60 diputados fueron elegidos por voto popular bajo principio de representación proporcional sobre una lista plurinominal de candidatos para una sola circunscripción electoral (la Ciudad de México). Para contender por alguna de estas diputaciones constituyentes se pudo participar como parte de la lista presentada por los partidos políticos con registro nacional o por la integración de fórmulas de candidaturas independientes que cuenten con el respaldo de al menos 1% del padrón electoral de la Ciudad de México. La elección fue encabezada por el Instituto Nacional Electoral.
2. 14 diputados electos por dos tercios de los representantes en el Senado de la República.
3. 14 diputados designados por voto de las dos terceras partes de los representantes en la Cámara de Diputados.
4. 6 diputados designados por el Presidente de la República
5. 6 diputados designados por el Jefe de Gobierno del Distrito Federal

## Elección de los diputados de representación proporcional
La organización de estas elecciones fue facultad del INE. Tuvo lugar el 5 de junio de 2016, es decir, el primer domingo de junio de 2016.

## Composición final
|             |                                      |           |        |         |                                     |                              |                              |                                   |                 |          |
| Partido     | Partido                              | Votos     | %Votos | Electos | Designados por el Ejecutivo Federal | Designados por los Diputados | Designados por los Senadores | Designados por el Gobierno del DF | Curules totales | %Curules |
|             | Movimiento de Regeneración Nacional  | 652,286   | 33.06% | 22      | 0                                   | 0                            | 0                            | 0                                 | 22              | 22%      |
|             | Partido de la Revolución Democrática | 572,043   | 28.99% | 19      | 0                                   | 2                            | 2                            | 6                                 | 29              | 29%      |
|             | Partido Acción Nacional              | 203,843   | 10.3%  | 7       | 0                                   | 3                            | 5                            | 0                                 | 15              | 15%      |
|             | Partido Revolucionario Institucional | 153,034   | 7.75%  | 5       | 6                                   | 5                            | 6                            | 0                                 | 22              | 22%      |
|             | Partido Encuentro Social             | 68,639    | 3.47%  | 2       | 0                                   | 1                            | 0                            | 0                                 | 3               | 3%       |
|             | Partido Nueva Alianza                | 55,178    | 2.79%  | 2       | 0                                   | 1                            | 0                            | 0                                 | 3               | 3%       |
|             | Movimiento Ciudadano                 | 42,068    | 2.10%  | 1       | 0                                   | 1                            | 0                            | 0                                 | 2               | 2%       |
|             | Partido Verde Ecologista de México   | 30,477    | 1.54%  | 1       | 0                                   | 1                            | 1                            | 0                                 | 3               | 3%       |
|             | Partido del Trabajo                  | 18,348    | 0.93%  | 0       | 0                                   | 0                            | 0                            | 0                                 | 0               | 0%       |
|             | Independientes                       | 176,918   | 8.90%  | 1       | 0                                   | 0                            | 0                            | 0                                 | 1               | 1%       |
| Votos nulos | Votos nulos                          | 172,821   | -      | -       | -                                   | -                            | -                            | -                                 | -               | -        |
| Total       | Total                                | 2,145,655 | 100%   | 60      | 6                                   | 14                           | 14                           | 6                                 | 100             | 100%     |